# Echinodon
Echinodon là một chi khủng long, được Owen mô tả khoa học năm 1861.